# Улица Мира (Березники)
Улица Ми́ра — улица в городе Березники Пермского края.

## История
Учитывая время основания деревень Сёмино, Петрищево, Абрамово, можно предполагать, что территория будущей улицы Мира была заселена еще в XVI в. (центральная часть — в XVII в.).
Снос домов частного сектора и застройка улицы началась с конца 1960-х годов (пятиэтажные кирпичные дома № 26, 28, 32). Застройка улицы в основном завершилась в конце 1980-х гг. Название является типичным для населенных пунктов СССР.

## Расположение и благоустройство
Своё начало улица берет от улицы Большевистской в микрорайоне Сёмино, минует мкр Петрищево (по четной стороне) и заканчивается в мкр Абрамово пересечением с ул. Свердлова. Направление — в основном с юго-запада на северо-восток, в районе дома № 101 улица поворачивает строго на север. Улица застроена типовыми пяти — двенадцатиэтажными кирпичными и панельными домами. В начале улицы сохранились дома частного сектора (до домов 19 и 24). От начала к концу пересекает Быгельский переулок, улицы Дачную, Кунгурскую, Челюскинцев, Энгельса, Апрельскую, Сёминскую, Пятилетки, Юбилейную, Парижской Коммуны, Свердлова. Проходит через площадь Мира и Торговую площадь. На улице расположены остановки общественного транспорта «Кафе „Околица“», «М-н „Спорт и туризм“», «Торговая площадь», «М-н „Северный“», «Общ. „Юность“». Осуществляется автобусное и троллейбусное движение.

## Здания и сооружения
| Почтовый индекс | Номера домов |
| --------------- | --- |
| 618422          | 25, 27, 29, 31, 33, 35, 37, 39, 41, 43, 45, 47, 49, 51, 53, 55, 57, 59, 61, 61А |
| 618425          | 56, 58, 60, 62, 63, 64, 65, 66, 67, 68, 69, 70, 71, 72, 73, 74, 75, 76, 77, 78, 79, 80, 81, 82, 83, 84, 85, 86, 87, 88, 89, 90, 91, 92, 93, 94, 95, 96, 97, 98, 99, 100, 101, 102, 103, 104, 105, 106, 107, 108, 110, 112, 114, 116, 118, 120, 122, 124, 126, 128, 130, 132, 90 стр а |
| 618426          | 19, 21, 23, 24, 26, 28, 30, 32, 34, 36, 38, 40, 42, 44, 46, 48, 50, 52, 54 |

- 30 — Государственное казенное учреждение Центр занятости населения города Березники Пермского края[1]
- 48 — МАОУ «Средняя общеобразовательная школа с углубленным изучением отдельных предметов № 3»
- 82 — Универсам 2
- 98а — МАОУ «Средняя общеобразовательная школа № 11»